# Luis César Sampedro
Luis Ángel César Sampedro, plus connu comme Luis César, né le 3 mai 1966 à Vilagarcía de Arousa (province de Pontevedra, Espagne), est un ancien footballeur espagnol reconverti en entraîneur. Il jouait au poste de gardien de but.

## Biographie
Luis César commence sa carrière avec l'Arosa SC en 1984. Il joue ensuite avec le CD Lalín pendant cinq saisons, puis avec le Racing de Ferrol pendant plus d'une décennie. En 2000, le Racing est promu en deuxième division et Luis César met un terme à sa carrière de gardien de but. 
Le bilan de la carrière de Luis César s'élève à 250 matchs en Segunda División B (troisième division). 
Après sa carrière de joueur, il entraîne le Racing de Ferrol de 2000 à 2004 (une relégation et une promotion).
En 2004, il rejoint le Gimnàstic de Tarragona où il reste pendant deux saisons et demie. Lors de la saison 2005-2006, il parvient à faire monter le club en première division. Il est limogé le 26 novembre 2006.
Il entraîne ensuite le Polideportivo Ejido (2007), de nouveau le Gimnàstic (entre mars et décembre 2010), puis le CD Alcoyano (2012).
En mars 2013, il signe avec l'Albacete Balompié en Segunda División B. Lors de la saison 2013-2014, il parvient à faire monter le club en deuxième division. Le club se maintient en D2 lors de la saison 2014-2015. Il est limogé le 12 mars 2016 alors que le club occupe une place de relégable après 29 journées.
Le 17 juin 2016, il rejoint le CD Lugo qu'il mène a la 9e place du championnat de D2 (55 points), la meilleure dans l'histoire du club galicien. Il préfère ne pas prolonger son contrat et quitte le club.
Le 23 juin 2017, il devient le nouvel entraîneur du Real Valladolid dont l'objectif est de retrouver la première division. Il est remercié le 10 avril 2018 et est remplacé par Sergio González.
Le 7 octobre 2019, il devient entraîneur du Deportivo La Corogne. Il est remercié le 27 décembre 2019.